# Hargnies, Nord
Hargnies är en kommun i departementet Nord i regionen Hauts-de-France i norra Frankrike. Kommunen ligger i kantonen Berlaimont som tillhör arrondissementet Avesnes-sur-Helpe. År 2022 hade Hargnies 613 invånare.

## Befolkningsutveckling
Antalet invånare i kommunen Hargnies
| Referens: INSEE |